# Cratoscelis villosa
Cratoscelis villosa là một loài bọ cánh cứng trong họ Glaphyridae. Loài này được Blanchard miêu tả khoa học năm 1850.